# Конгрес русинської мови
Конгрес русинської мови — організаційна форма координації співробітництва поміж учасниками спроб виробити сучасний спільний літературний стандарт русинської мови для карпатських русинів за межами України на підставах фонетичного принципу в правописі. Конгрес розглядає русинів як ідентичність, відмінну від української, тому уникає зближення русинських нормативів з сучасними українськими (хоча при цьому відзначається, що у складі русинських спільнот завжди є люди, які розглядають русинську ідентичність як частину української). Найактивнішу роль у конгресах відіграли Павло Роберт Маґочій, Анна Плішкова, Кветослава Копорова.

## Історія конгресів
- I. Конгрес русинської мови, Бардіївські купелі, 6-7 листопада 1992[2]
- II. Конгрес русинської мови, Пряшів, 16-17 квітня 1999
- III. Конгрес русинської мови, Краків, 13-16 вересня 2007
- IV. Конгрес русинської мови, Пряшів, 23-25 вересня 2015

## Поставлені завдання і досягнуті результати
Перший Конгрес визначив мету кодифікації за зразком ретороманської мови в Швейцарії, також діалектно роздрібненої, щоб об'єднати чотири наявні стандарти русинської мови(в Словаччині, Польщі, Україні та Угорщині, а також створити з них так зване міждіалектне «койне» (з гр. κοινὴ διάλεκτος — «спільна мова»).
Другий Конгрес констатував правильність прийнятої стратегії та визначив завдання в рамках підготування публікації монографії «Русиньскый язык». Монографія вийшла 2004 року.
Третій Конгрес констатував наявність «серйозних проблем» з поєднанням усталених регіональних варіантів та відновив роботу міжрегіональної мовної комісії.
Четвертий Конгрес у заключних документах вже не згадував про об'єднання регіональних норм у койне, але зробив пріорітетом увагу до усталених регіональних норм і їхньої практичної імплементації.
Мета створення єдиного літературного мовного стандарту досі не реалізована: у різних регіонах вживаються 3-4 різних стандарти правопису та вживання слів (докладніше див. в статті Русинська мова):
- пряшівський в Словаччині (Василь Ябур, Анна Плішкова, Кветослава Копорова),
- лемківський в Польщі (Генрик Фонтанський, Мирослава Хом'як, Ярослав Горощак),
- бачванський у колишній Югославії та в Угорщині (Микола Кочиш),
- некодифікований «підкарпаторусинський» в Україні, який в свою чергу складається з різних варіантів (М. Алмаші, І. Керча та ін., підтримується видавництвом Валерія Падяка — дещо архаїчніший варіант пропонує Ігор Керча у русинській Вікіпедії).